# Sominy

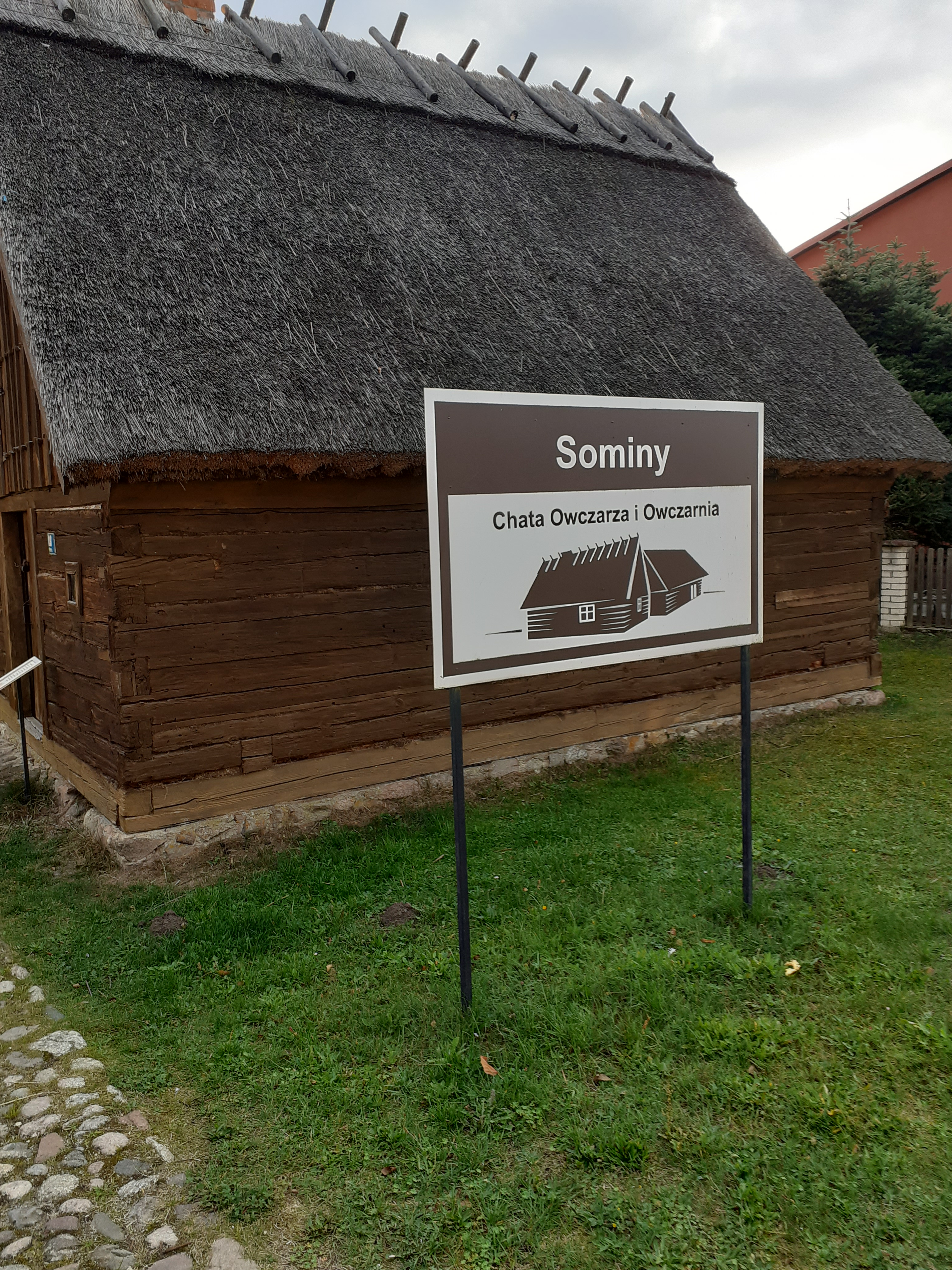
Chata owczarza w Sominach

Sominy (kaszub. Sominë, niem. Sommin) – wieś kaszubska w Polsce, położona w województwie pomorskim, w powiecie bytowskim, w gminie Studzienice, na Pojezierzu Bytowskim, na północnym brzegu jeziora Somińskiego na obrzeżach Zaborskiego Parku Krajobrazowego. Wieś jest siedzibą sołectwa Sominy, w którego skład wchodzą również Sominki (kasz. Sominczi 10 mieszkańców) i Koźlice.
Stara wieś zamieszkana przez ludność kaszubską, która nadal posługuje się swoim językiem. Od 1918 do 8 maja 1945 Sominy były niemiecką miejscowością graniczną (granica z Polską przebiegała zachodnim krańcem wsi poprzez jezioro Dywańskie), ludność była wówczas narażona na prześladowania. Podczas II wojny światowej hitlerowcy wielu mieszkańców aresztowali i uwięzili w obozach koncentracyjnych. Znajduje się tu placówka Ochotniczej Straży Pożarnej. Dzisiejsze Sominy przekształcają się coraz szybciej w wieś letniskową. We wsi jest drewniany kościół i zagroda kaszubska z 1824 roku.
W latach 1975–1998 miejscowość administracyjnie należała do województwa słupskiego.
Miejscowość leży na północy kraju na Pojezierzu Kaszubskim w odległości 20 kilometrów od najbliższego miasta – Bytowa.

## Integralne części wsi
| SIMC    | Nazwa   | Rodzaj     |
| ------- | ------- | ---------- |
| 0751551 | Koźlice | część wsi  |
| 0751568 | Sominki | przysiółek |

## Zabytki
Według rejestru zabytków NID na listę zabytków wpisane są:
- drewniany kościół filialny pw. MB Królowej Polski z 1756, zbudowany przez budowniczego Westphala z Bytowa jako zbór ewangelicki. W 1783 świątynia została oszalowana w 1910 odnowiona, dobudowano wówczas zakrystię. Wieża o dwóch kondygnacjach, czteroboczna, hełm namiotowy, szpiczasty, kryty gontem, nr rej.: A-254 z 19.03.1960[6]
- dom (chałupa) nr 19, 1 poł. XVIII w., nr rej.: A-840 z 9.11.1971
- dom nr 54, 1 poł. XIX w., nr rej.: 892 z 8.02.1975 (nie istnieje)
- drewniana stajnia w zagrodzie nr 17 z pocz. XIX w., nr rej.: A-477 z 16.04.1965[8].
- budynek szkoły z XIX w.[9]